# 우주 황씨
우주 황씨(紆州黃氏)는 전북특별자치도 완주군을 관향으로 하는 한국의 성씨이다.

## 역사
우주황씨(紆州黃氏)의 시조 황민보(黃旻甫)는 우주(紆州)에 토착한 사족의 후손으로 중윤(中尹)에 추증되었고, 그의 아들인 황공세(黃公世)는 검교신호위대장(檢校神虎衛大將)을 역임한 후 우주에 세거하였다. 그 후 황민보의 10세손 황거중(黃居中)이 조선 개국 원종공신(原從功臣)으로 공조전서(工曹典書)를 지내고 우주현 장암에 낙향하여 우주(紆州)에 살았으므로 후손들이 황거중을 중시조로 하고 우주를 본관으로 삼아 세계를 이어오고 있다.

## 인물
- 황헌(黃憲) : 1521년(중종 16) 별시문과에 을과로 급제, 권신 남곤(南袞)의 추천으로 정자가 되고, 정언·사예·집의·사간·장령을 거쳐, 이조정랑에 이르렀다. 1537년 대사간, 1543년 이조판서, 1548년(명종 3) 우의정에 올라 위사공신(衛社功臣) 3등에 책록되었으며, 1549년 좌의정에 올랐으나, 윤원형(尹元衡)의 탄핵을 받았다.
- 황박(黃璞): 1592년(선조 25) 김제군수 정담(鄭湛), 나주판관 이복남(李福男) 등과 함께 웅치에서 방어하였으나 이치전투에서 전사했다.
- 황병기 : 가야금 연주가
- 황선혜 : 숙명여자대학교 총장
- 황희철 : 제53대

## 본관
우주(紆州)는 전북특별자치도 완주군 봉동읍·삼례읍·비봉면 일대의 옛 지명이다. 백제의 우소저현(于召渚縣)이었는데, 신라에서 우주(紆州)로 고쳐서 금마군(金馬郡: 지금의 익산시 금마면)의 영현(領縣)으로 삼았다가 고려 현종 때 전주에 내속(來屬)하였다. 우주에는 우동(紆東)ㆍ우서(紆西)ㆍ우북(紆北)의 3개 면이 있었다. 향(鄕)이 2이니, 경명(景明)·제견(堤見), 소(所)가 2이니, 두모촌(豆毛村)·양량(陽良)이다. 우주의 북동쪽에 양량소(陽良所)가 있었는데, 이곳은 우양촌(右陽村)의 철소(鐵所)를 뜻한다. 조선시대에는 만경강을 따라 삼례역(參禮驛)에 이르러 전주나 여산(礪山)으로 통하였다. 당시에는 교통상 외진 곳으로, 이 지역에 창(倉)이 있어 주위의 세곡을 모아 만경강을 따라 황해로 날랐다. 이 지역은 산간분지로서 동서의 교통이 불편하여 동쪽의 고산(高山)과는 송치(松峙)를 통하여 연결되었고, 서쪽의 익산(益山)과도 고개를 둘이나 넘어야 하였다. 세종실록지리지에 전라도 우주현(紆州縣)의 성으로 박(朴)·이(李)·정(鄭)·황(黃)·최(崔) 5성이 기록되어 있다.

## 분파
전주두방파(全州斗坊派), 임피주곡파(臨陂酒谷派), 전주광곡파(全州廣谷派), 이리팔봉파(裡里八峰派), 정읍고부파(井邑高阜派), 함열화농파(咸悅禾農派), 김제죽순파(金堤竹筍派), 태인장촌파(泰仁將村派), 태인연동파(泰仁蓮洞派), 전주용남파(全州龍南派), 함열갈산파(咸悅葛山派), 함열양촌파(咸悅陽村派)

## 집성촌
- 전북특별자치도 익산시 팔봉동 원팔봉
- 전북특별자치도 김제시 용지면 구암리
- 전북특별자치도 군산시 나포면 주곡리
- 전북특별자치도 군산시 성산면 대명리

## 과거 급제자
문과
황우(黃祐) 황헌(黃憲)
무과
황익훈(黃翼勳)
생원시
황서문(黃瑞門) 황세중(黃世重) 황택(黃澤)
진사시
황승종(黃昇鍾) 황응정(黃應井) 황응침(黃應琛) 황준성(黃俊成) 황택(黃澤)

## 인구
- 1985년 4,281가구 18,603명
- 2000년 6,199가구 19,967명
- 2015년 25,335명